# Emil Petřík
Emil Petřík (12. listopadu 1925, Brno – 12. ledna 2001, Brno) byl český novinář a publicista.

## Život
V mládí ho ovlivnili salesiáni působící v Brně-Žabovřeskách. Po druhé světové válce se stal redaktorem brněnského lidoveckého deníku Národní obroda (pozdější Lidové demokracie). Pro své politické postoje byl již 23. února 1948 zatčen komunistickou policií. Byl sice po několik dnech propuštěn, ale neustále sledován Státní bezpečností. Za pomoci převora znojemského dominikánského kláštera P. Jakuba Zemka se mu v polovině dubna 1948 podařilo uprchnout do exilu. V Rakousku se v následujících měsících podílel na vzniku Československé strany lidové v exilu. Od roku 1949 žil v USA, pracoval zde jako novinář v krajanském katolickém tisku ve svatoprokopském opatství v Lisle u Chicaga. Patřil mezi iniciátory vytvoření sochy Panny Marie, která měla nahradit po konci komunistického režimu ve vlasti stržený mariánský sloup na Staroměstském náměstí v Praze.
V roce 1990 se vrátil zpět do vlasti, kde začal spolupracovat s brněnskou redakcí deníku Lidová demokracie.